# Amtsbezirk Wittstedt
Der Amtsbezirk Wittstedt war ein Amtsbezirk im Kreis Hadersleben in der preußischen Provinz Schleswig-Holstein.
Der Amtsbezirk wurde 1889 gebildet und umfasste Teile des Forstgutsbezirk Hadersleben I und die folgenden Gemeinden: 
1. Abkjer
2. Arnitlund
3. Högelund
4. Oberjersdal
5. Skovby
6. Ustrup
7. Weibüll

Im Jahr 1920 wurde der Amtsbezirk aufgelöst und die Gemeinden aufgrund der Volksabstimmung in Schleswig an Dänemark abgetreten.